# Фердинанд I (імператор Священної Римської імперії)
Фердинанд I Габсбург (нім. Ferdinand I; 10 березня 1503, Алькала-де-Енарес — 25 липня 1564, Відень) — ерцгерцог Австрії з 1521 року, король Богемії, Угорщини і Хорватії з 1526 року, король Німеччини з 1531 року, імператор Священної Римської імперії у 1556—1564 роках. Засновник молодшої (австрійської) гілки династії Габсбургів. До свого вступу на трон він правив австрійськими спадковими землями Габсбургів від імені свого старшого брата Карла V, імператора Священної Римської імперії. Фердинанда обрано імператором після зречення Карла V від цього титулу. Крім інших, мав номінальний титул короля Галичини та Володимирії, не маючи реальної влади у цих землях, що на той час входили до Королівства Польського та Великого князівства Литовського.

## Біографія

### Молодість та шлях до імператорської влади

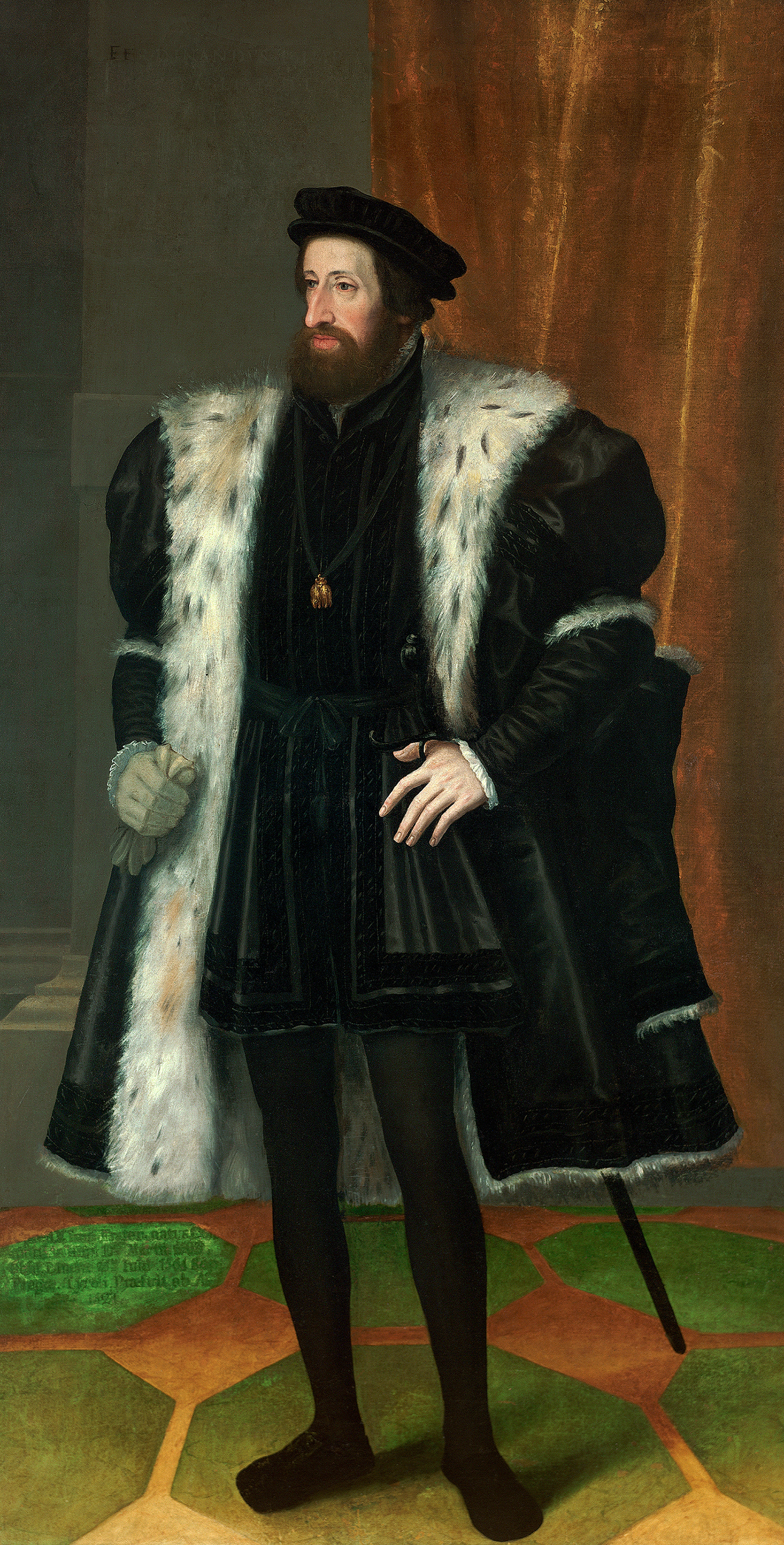
Імператор Фердинанд на портреті руки Боксбергера

Народився Фердинанд у родині Філіпа I Вродливого та Іоанни Кастильської і Арагонської у місті Алькала-де-Енарес. Він був молодшим братом короля Іспанії та імператора Священної Римської імперії Карла V. Тому із самого початку не мав реальних шансів отримати імператорську корону. Довгий час Фердинанд залишався в Іспанії. Якісь перспективи стати незалежним володарем давав шлюб із Анною, сестрою короля Угорщини та Богемії Людовика II, укладений 25 червня 1521 року. Згідно з договором, укладеним разом із шлюбом, у випадку смерті Людовіка II Фердинанд мав успадкувати його королівства.
Складна ситуація у Німеччині (боротьба з лютеранськими князями та протистояння з Францією у Нідерландах і Бургундії) змусила імператора Карла V шукати надійну опору. Тому 28 квітня 1521 року було укладено Вормський, а 7 лютого 1522 року Брюссельський договори між Карлом V та його братом Фердинандом стосовно розподілу володінь. З цього моменту Фердинанд став правителем ерцгерцогства Австрія, Штирії, Каринтії, Крайни (Вормська угода), Вюртенберга (віднятий Карлом V у його власників за перехід у лютеранство) й Тіроля (Брюссельська угода). З цього моменту Карл все більше довіряв своєму братові, хоча не наділив значними політичними повноваженнями. У 1522-1530 роках Фердинанд представляв інтереси Карла V, коли той був у цей час в Італії.
Після загибелі Людовика II (брата дружини Фердинанда) у битві з османами при Могачі (29 серпня 1526 року) Фердинанд став королем Угорщини (17 грудня 1526 року у Пресбурзі) та Чехії (Богемії) (23 жовтня 1526 року у Празі). Разом з отриманням нових територій, Габсбурги також отримали вимушене протистояння з сильною Османською імперією на сході європейського континенту, що відволікало значні матеріальні, людські та фінансові ресурси.
Невдовзі після цього — 5 січня 1531 року в Кельні Фердинанда обрано римським королем — це був перший крок до звання імператора Священної Римської імперії. Рішення Карла V щодо коронування Фердинанда було продиктоване значними труднощами в управлінні величезними територіями, підвладними Габсбургам. По-друге політична ситуація вимагала постійної присутності в Німеччині представника габсбурзької династії для збереження своєї ваги та авторитету імператорської влади. Проте Фердинанд на випадок відсутності Карла V у Німеччині не мав права приймати принципових рішень, його роль зводилася до функцій адміністратора.
Але цей час Фердинанд використав для налагодження особистих відносин із курфюрстами, іншими князями та герцогами імперії, вільними містами тощо. Крім того, в очах німецьких володарів політична слабкість Фердинанда мала цінність. В умовах релігійної боротьби курфюрсти не бажали бачити на імператорському троні сильного правителя зі значними економічними та військовими ресурсами. Цього у Фердинанда було замало, до того ж залежність від німецьких князів посилилась за рахунок натиску османів.
Але не все було гаразд у спадкових володіннях Фердинанда. Тут він стикнувся із протидією заможної шляхти та лютеран. У 1534 році австрійські війська були розбиті та вигнані з Вюртемберга. Фердинанд вимушений був погодитися повернути це герцогство колишнім власникам. Крім того, загрозу становила Османська імперія, які під час походів брала в облогу вже Відень (1529) та Грац (1532).
Проте політика на налагодження мира між католицькими та протестантськими князями знову підвищила авторитет Фердинанда у Німеччині. До того ж Фердинанд здобув підтримку імперського лицарства, захищаючи його інтереси проти великих феодалів. У 1540 році Карл V повернувся до Німеччини й відразу влада Фердинанда стала номінальною. Але він продовжував налагоджувати стосунки з курфюрстами та впливовими князями. У 1546 році Фердинанд видав одну свою доньку за герцога Альбрехта Баварського, а іншу за Вільгельма V Юліх-Клеве-Берзького. У 1550 році Карл V розробив план спадкової імперії, згідно з яким йому мав наслідувати Фердинанд, тому син Карла Філіп, а потім син Фердинада Максиміліан. Проте вже у 1551 році стало зрозумілим, що курфюрсти не підтримують обрання Філіпа імператором й навіть римським королем.
Разом з тим все більше невдач зазнавав його брат Карл V, в першу чергу у боротьбі із Францією. Тому 5-7 травня 1556 року відбулося зречення Карла V на користь Фердинанда.

### Правління
Фердинанд став імператором Священної Римської імперії, коли йому вже було 53 роки. Офіційно на рейхстазі у Франкфурті у 1558 році. Основними напрямками його діяльності були — збереження релігійного миру в імперії та передача влади своєму синові — Максиміліану. Нарешті у 1562 році у Тренто він домігся обрання Максиміліана римським королем (28 листопада), а 30 листопада відбулася коронація Максиміліана II.
25 липня 1564 року Фердинанд I помер у Відні. Його поховано 20 серпня 1564 року у Празі, у соборі Святого Вітта.

## Родина
Дружина — Анна I Ягеллонка (1503—1547), донька Владислава II, короля Угорщини та Богемії.
Діти:
- Єлизавета (1526—1545) — дружина Сигізмунда II Августа Ягеллона, короля Польщі, великого князя Литовського
- Максимілан ΙΙ (1527—1576) — імператор Священної Римської імперії
- Анна (1528—1590) — дружина Альбрехта V, герцога Баварського
- Фердинад (1529—1595) — герцог Тірольський
- Марія (1531—1581) — дружина Вільгельма V Юліх-Клеве-Берзького
- Мадлен (1532—1590) — черниця
- Катерина (1533—1572) — дружина Франческо III Гонзаго, герцога Мантуї та Монферрата, другий шлюб з Сигізмундом II Августом Ягеллоном, королем Польщі, великого князя Литовського
- Елеонора (1534—1594) — дружина Гульєльмо Гонзага, герцога Мантуї
- Маргарита (1536—1567) — черниця
- Іоанн (1538—1539) — помер в дитинстві
- Барбара (1539—1572) — дружина Альфонсо II Есте, герцога Феррари, Модени та Реджіо
- Карл (1540—1590) — герцог Середньоземельний (Штирії, Каринтії та Крайні)
- Урсула (1541—1543) — померла в дитинстві
- Олена (1543—1574) — черниця
- Іоанна (1547—1578) — дружина Франческо I Медичі, великого герцога Тосканського

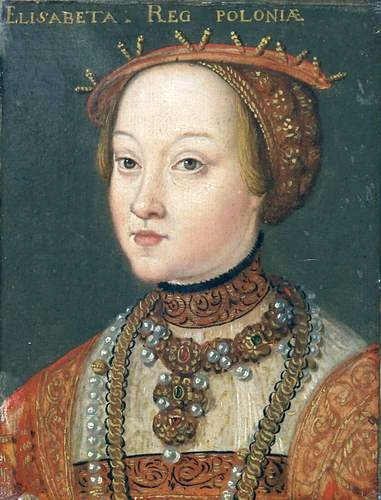
Єлизавета
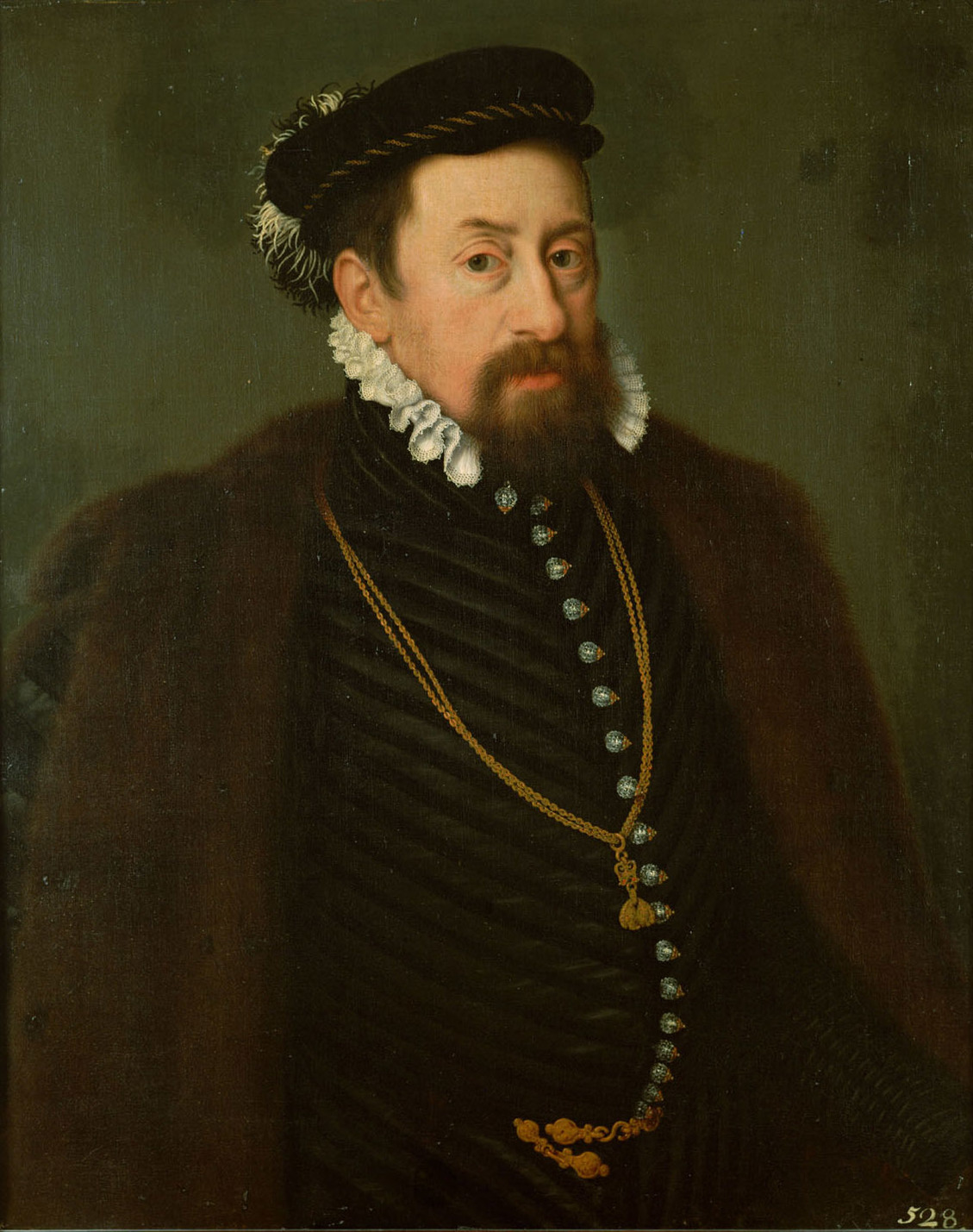
Максиіліан II
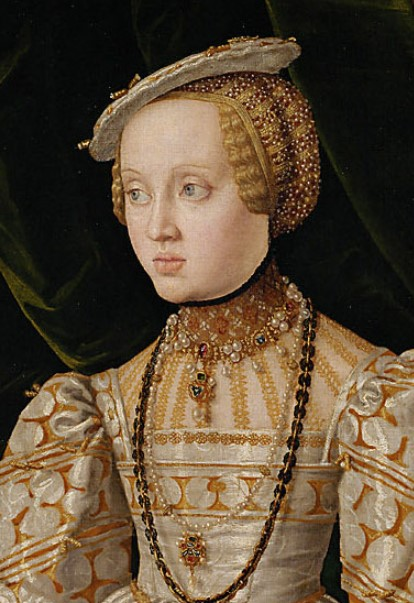
Анна
Фердинанд
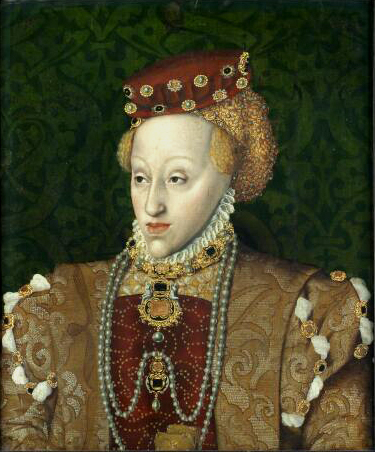
Марія
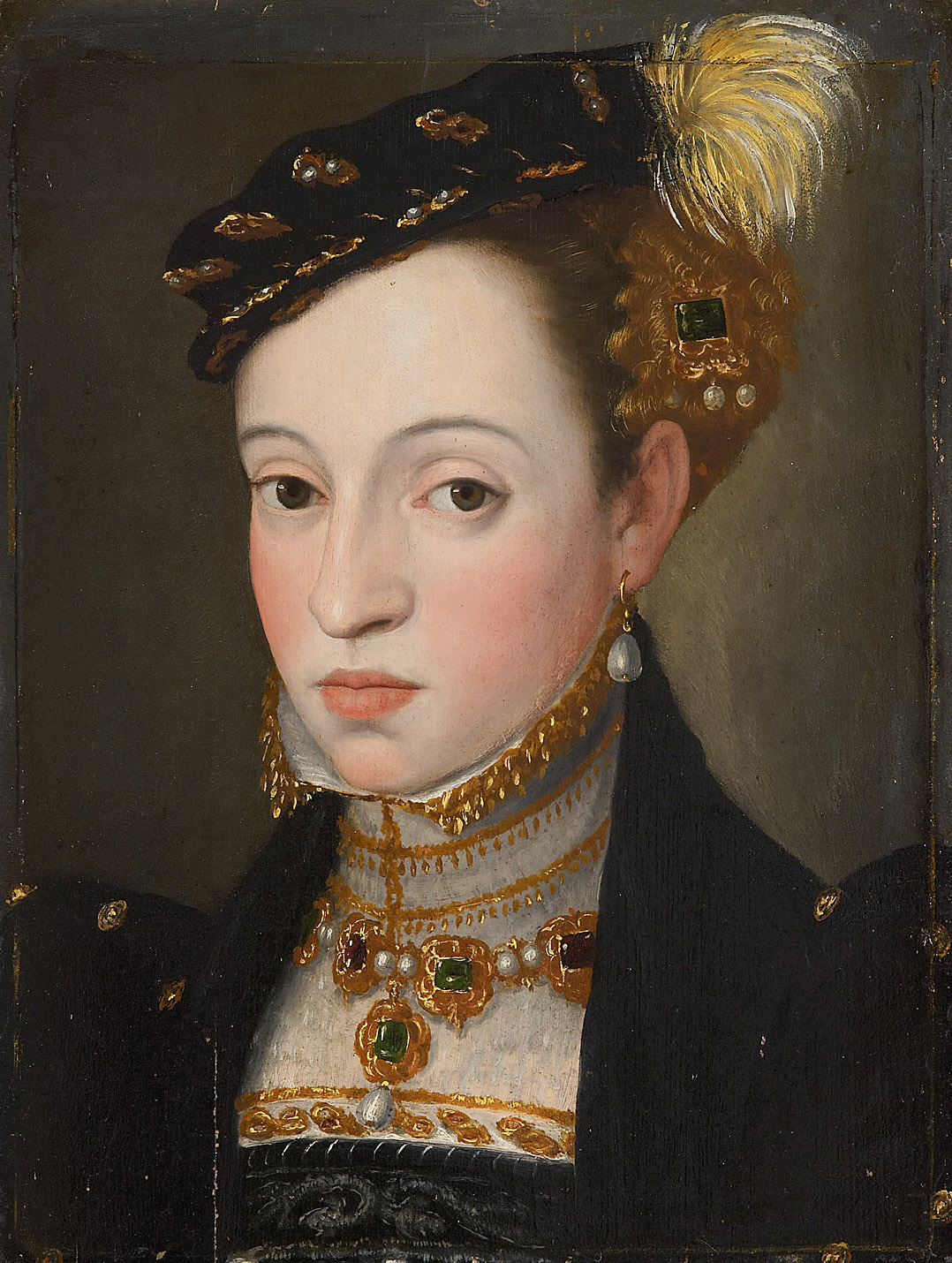
Мадлен
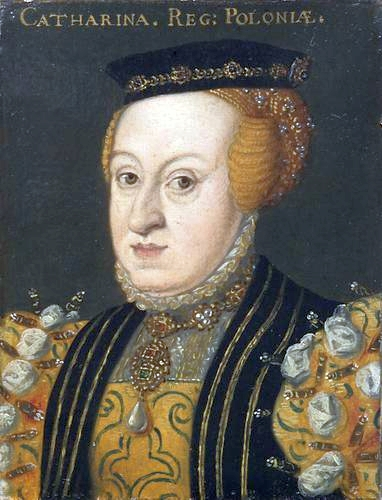
Катерина
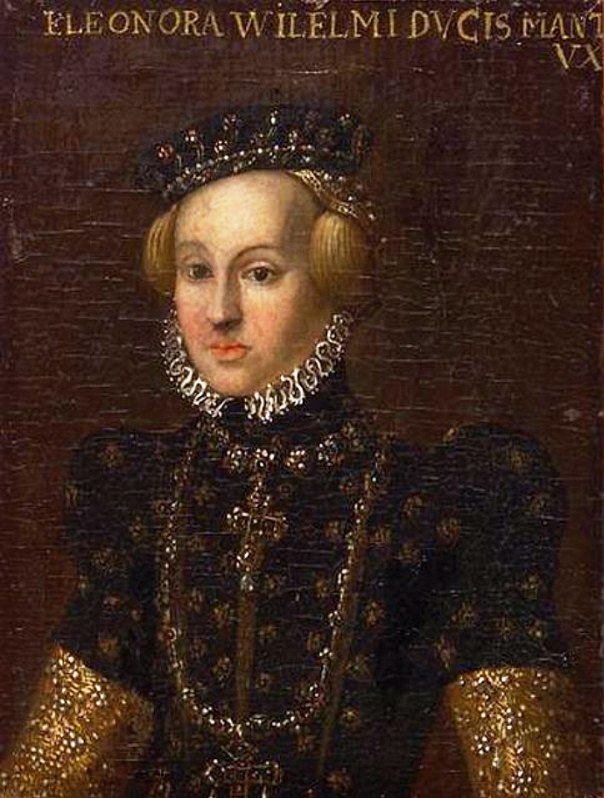
Елеонора
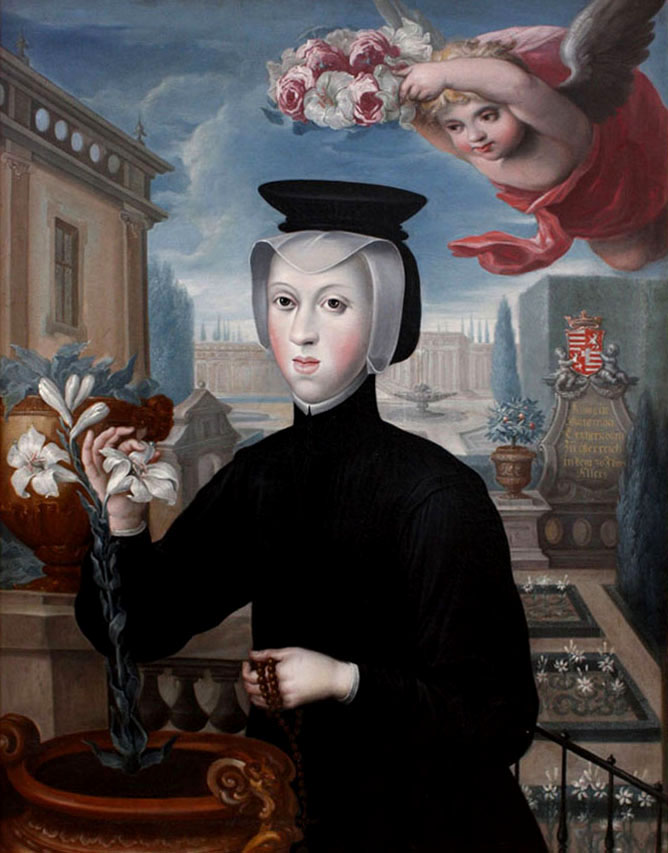
Маргарита
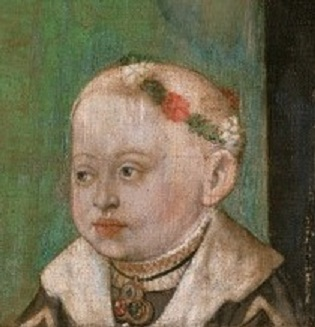
Іоанн
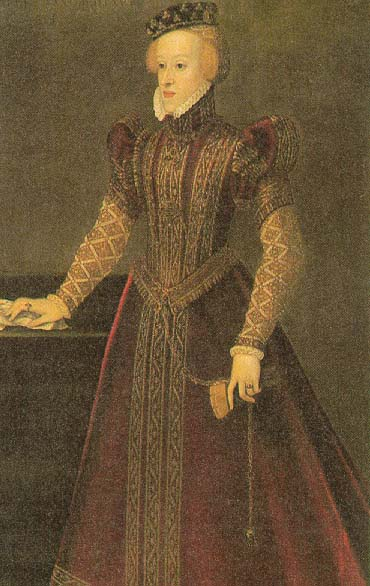
Барбара
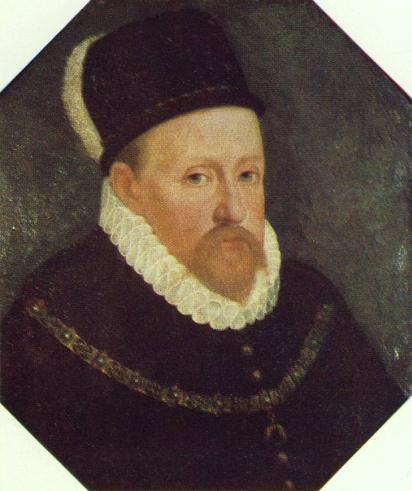
Карл
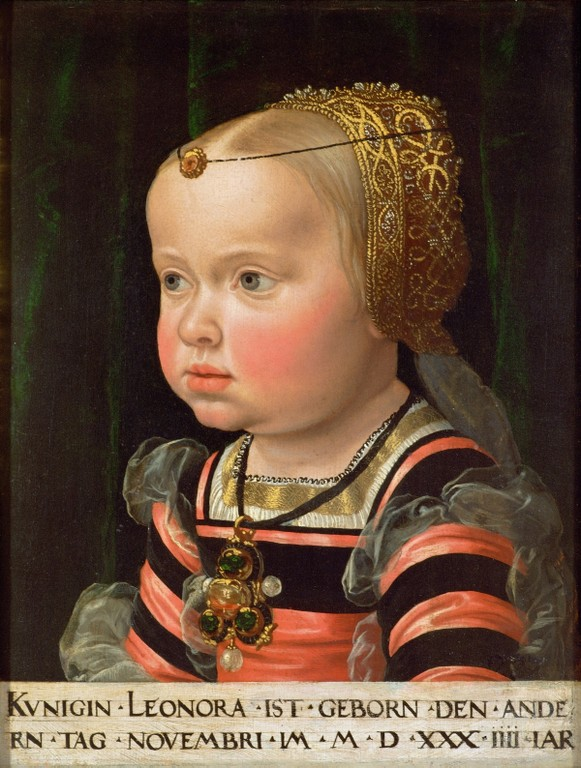
Урсула
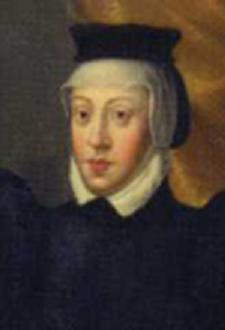
Олена
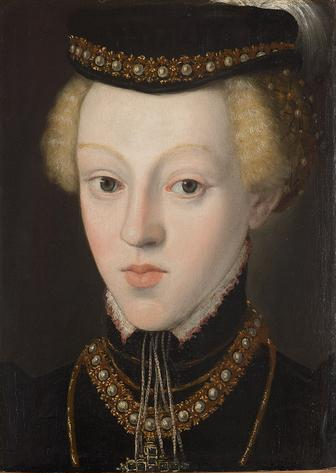
Іоанна

## Повний титул
Фердинанд, милістю Божою обраний імператором Священної Римської імперії, назавжди Август, король Німеччини, Угорщини, Богемії, Далмації, Хорватії, Славонії, Рами, Сербії, Галичини, Володимирії, Куманії та Болгарії тощо, принц-інфант в Іспанії, ерцгерцог Австрії, герцог Бургундії, Брабанту, Штирії, Каринтії, Крайни, маркграф Моравії, герцог Люксембургу, Верхньої та Нижньої Сілезії, Вюртембергу і Тека, князь Швабії, принц-граф Габсбурга, Тіролю, Ферретту, Кібурга, Гориції, ландграф Ельзасу, маркграф Священної Римської імперії, Енса, Бургау, Верхньої та Нижньої Лужиці, пан Словенської марки, Порденоне та Салена тощо.

## Цікаві факти
Девізом Фердинанда були слова «Fiat justitia et pereat mundus» («Нехай впаде світ, але здійсниться правосуддя»).